# Boulevard des Filles-du-Calvaire
Boulevard des Filles-du-Calvaire je bulvár v Paříži. Nachází se na hranici 3. a 11. obvodu. Ulice je pojmenována po bývalém klášteru Notre-Dame du Calvaire, který se rozkládal na západní straně bulváru.

## Poloha
Ulice je součástí tzv. velkých bulvárů a leží mezi bulváry Beaumarchais a Temple.

## Historie
Boulevard des Filles-du-Calvaire vznikl na místě městských hradeb Karla V. Původně tvořil část Boulevardu de la Porte-Saint-Antoine.